# Arctopus echinatus
Arctopus echinatus är en flockblommig växtart som beskrevs av Carl von Linné. Arctopus echinatus ingår i släktet Arctopus och familjen flockblommiga växter. Inga underarter finns listade i Catalogue of Life.

## Bildgalleri

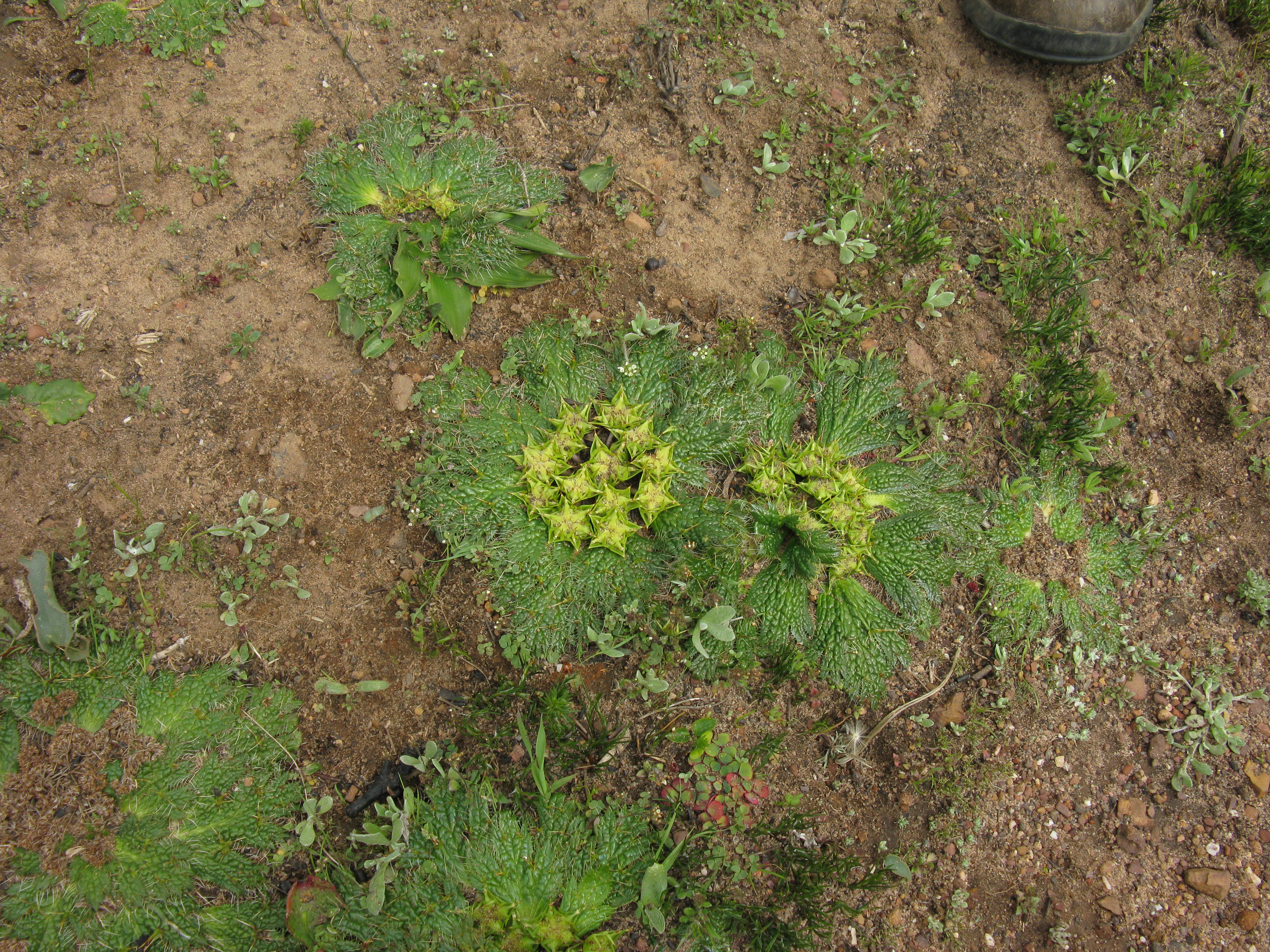
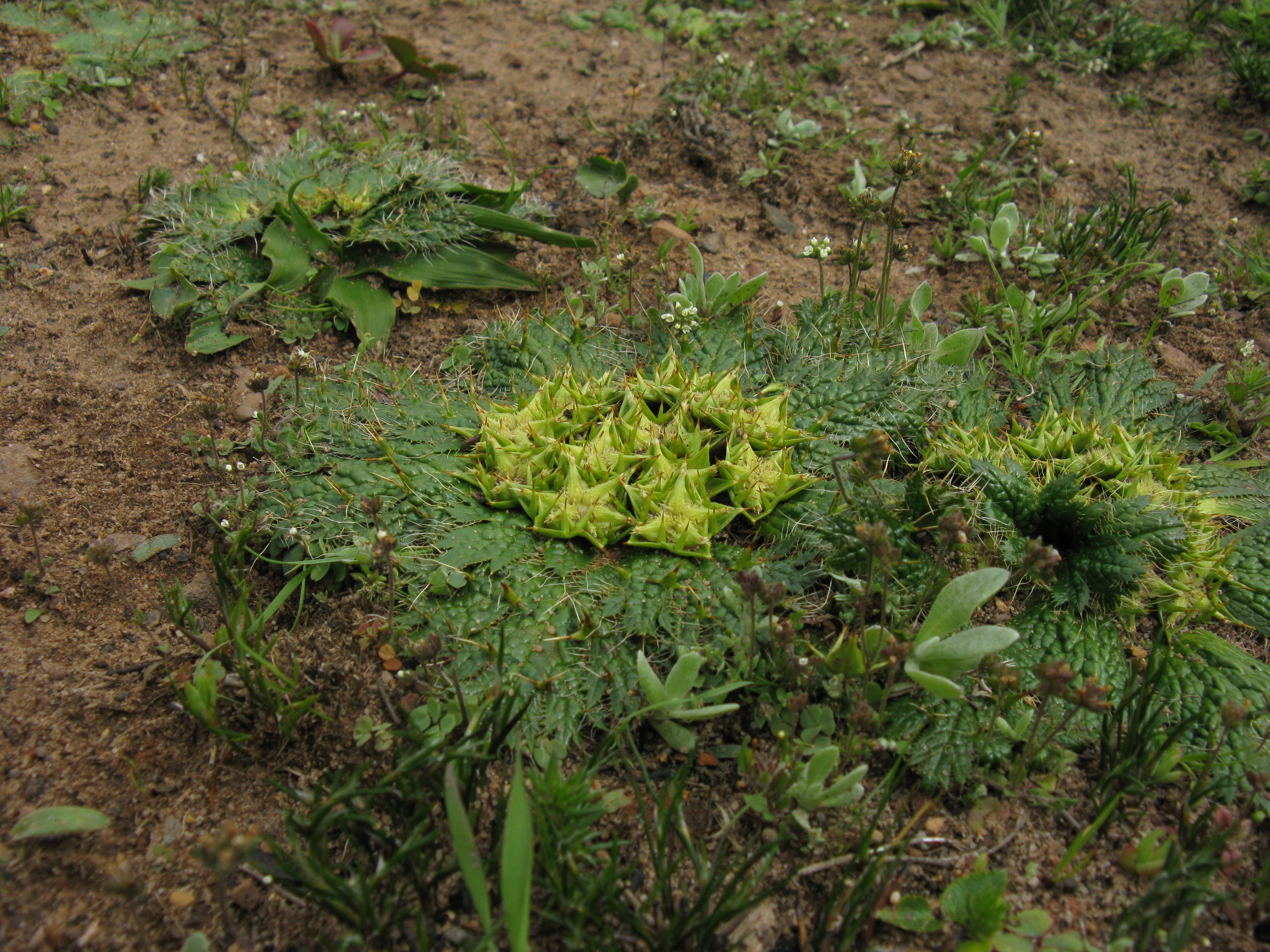
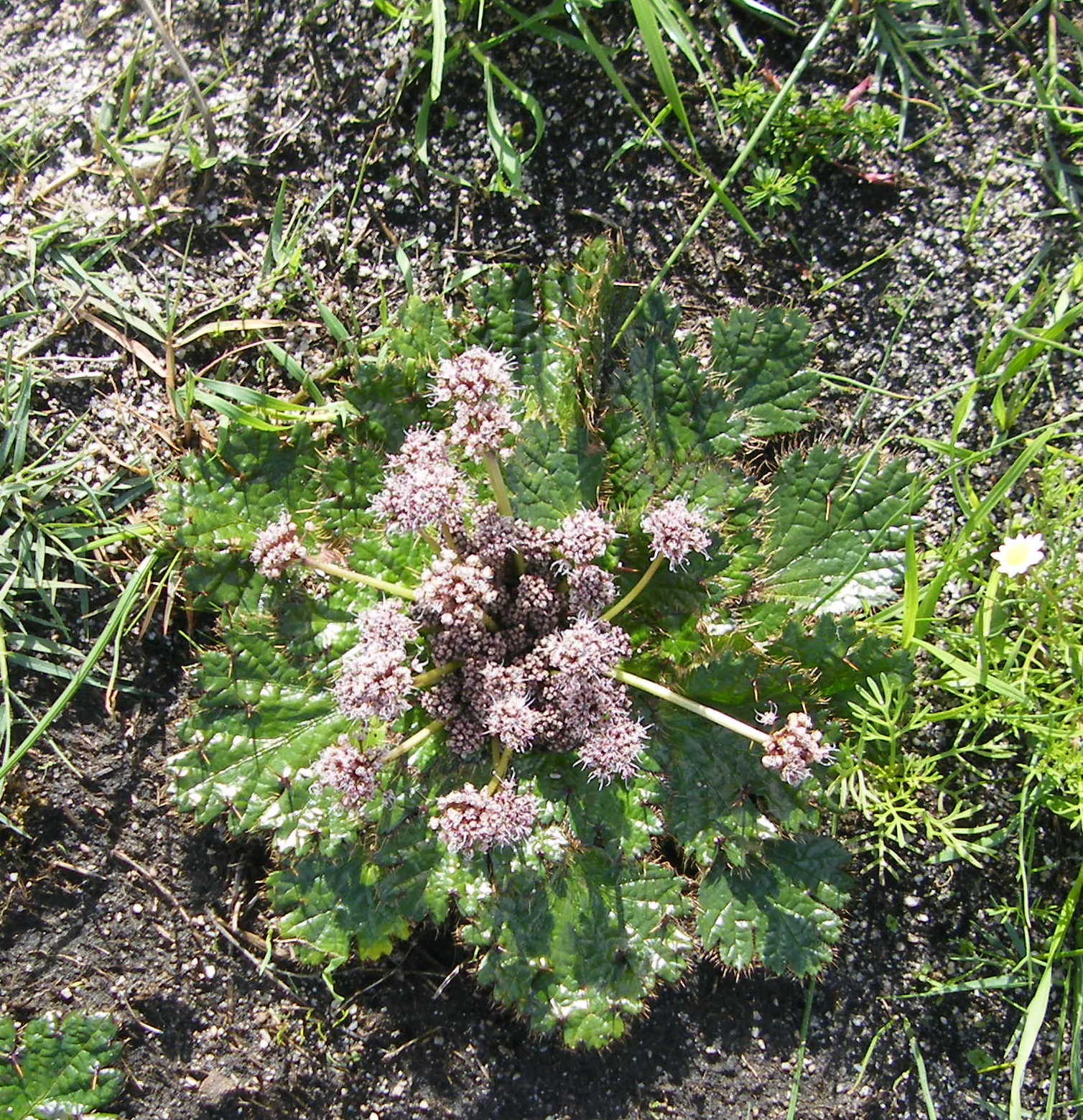
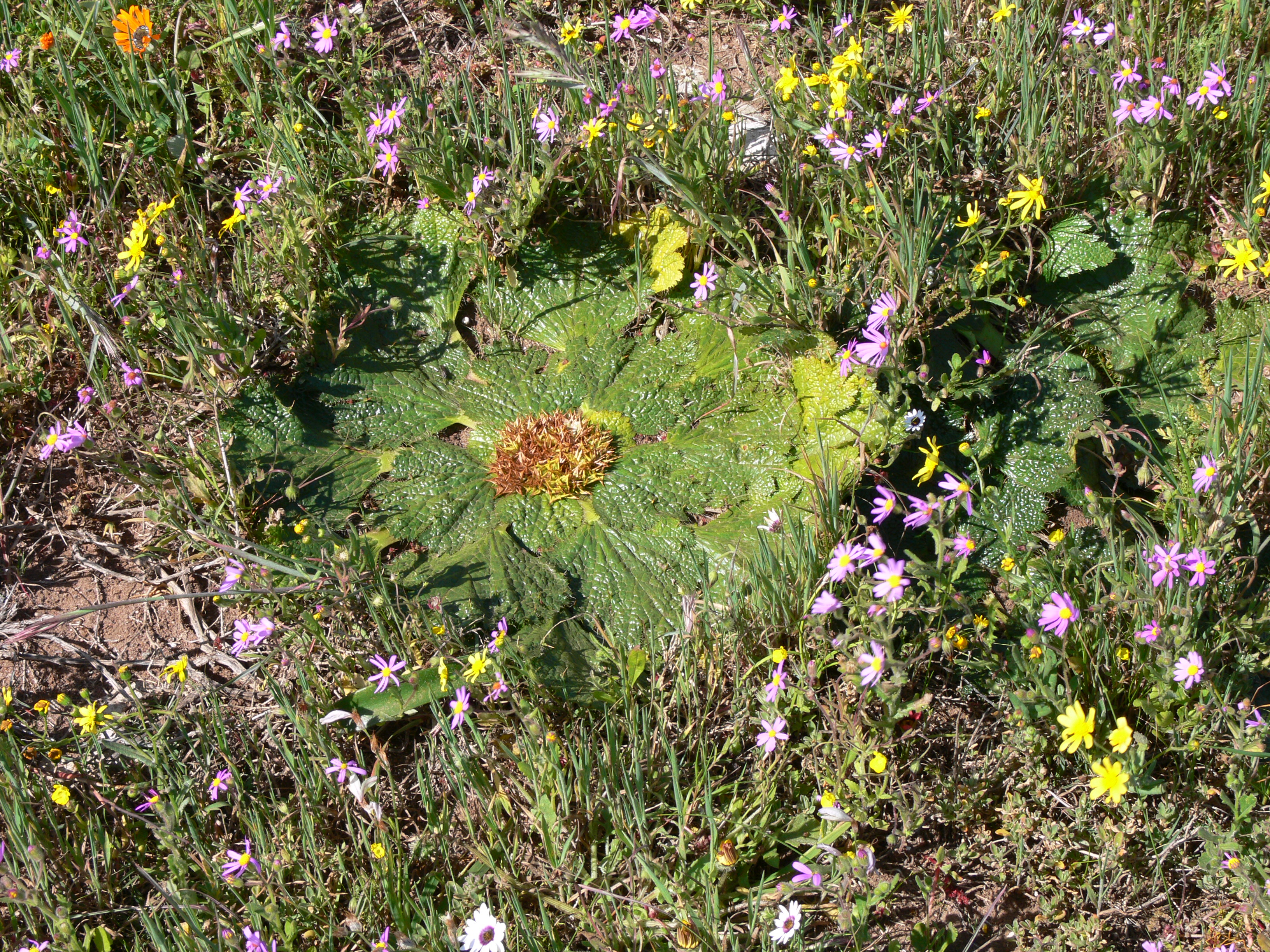